# 卡利尼夫卡 (茲納緬卡區)
48°47′20″N 32°38′52″E / 48.78889°N 32.64778°E
卡利尼夫卡（烏克蘭語：Калинівка），是烏克蘭中部的村莊，隸屬基洛夫格勒州的克羅皮夫尼茨基區。該村始建於1780年，面積0.48平方公里，海拔高度139米，2001年人口68，人口密度每平方公里142人。